# Something from Nothing (Aura Dione)
Something from Nothing è il singolo di debutto della cantante danese Aura Dione.

## Classifiche
| Classifica (2008) | Posizione massima |
| ----------------- | ----------------- |
| Danimarca         | 7                 |